# Соловьёв, Дмитрий Александрович (учёный)
Дмитрий Александрович Соловьёв (род. 31 октября 1975, Енотаевка) — российский учёный, инженер-мелиоратор, изобретатель и педагог, доктор технических наук, ректор Саратовского государственного аграрного университета имени Н. И. Вавилова (с 2019).

## Биография
Дмитрий Александрович Соловьёв родился 31 октября 1975 года в селе Енотаевка Енотаевского района Астраханской области.
- 1997 год — окончил Саратовский государственный агроинженерный университет по специальности «машины и оборудование природообустройства и защиты окружающей среды».
- 1999 год — 2017 год — прошел путь от ассистента до доцента кафедры «Мелиоративные и строительные машины» СГАУ имени Н. И. Вавилова.
- 2000 год — защита диссертации на соискание учёной степени кандидата технических наук на тему «Совершенствование технологического процесса и конструкции кустореза для срезания древесно-кустарниковой растительности вдоль оросительных каналов» под руководством кандидата технических наук, доцента Ф. К. Абдразакова[1].
- 2009 год — 2017 год — декан факультета «Природообустройство и лесное хозяйство».
- 2011 год — защита диссертации на соискание учёной степени доктор технических наук на тему «Разработка эффективной технологии и технических средств для очистки оросительных каналов»[2].
- 2017 год — 2019 год — заведующий кафедрой «Техносферная безопасность и транспортно-технологические машины».
- С 2019 года — исполняющий обязанности, затем, с марта 2021 года[3][4][5], ректор СГАУ имени Н. И. Вавилова.

## Научные труды
Автор более 140 научных работ и ряда патентов на изобретения в том числе монографий и учебных пособий по разработке и совершенствованию машин для удаления древесно-кустарниковой растительности вдоль инженерно-мелиоративных сооружений и дорожных покрытий, разработке систем полива контейнерных растений, совершенствованию технических средств и тактики тушения природных пожаров.

### Некоторые публикации
- Соловьёв Д. А. Совершенствование технологического процесса и конструкции кустореза для срезания древесно-кустарниковой растительности вдоль оросительных каналов. Дисс. … канд. техн. наук. — Саратов: СГАУ им. Н. И. Вавилова, 2000. — 185 с.
- Соловьёв Д. А. Разработка эффективной технологии и технических средств для очистки оросительных каналов. Дисс. … д-ра техн. наук. — Саратов: СГАУ им. Н. И. Вавилова, 2011. — 337 с.
- Абдразаков Ф. К., Соловьёв Д. А. Мелиоративные, строительные и дорожные машины. Учебное пособие. — Саратов: СГАУ им. Н. И. Вавилова, 2003. — 124 с. — ISBN 5-7011-0359-5.
- Горюнов Д. Г., Кузнецов Р. Е., Соловьёв Д. А. Механизация эксплуатационных работ на оросительных каналах. Монография. — Саратов: СГАУ им. Н. И. Вавилова, 2010. — 444 с. — ISBN 978-5-7011-0703-6.
- Дубинин Ю. В., Тютин А. В., Кузьмин В. В., Краснощёков А. М., Фролов Д. М., Масян В. В., Соловьёв Д. А., Козаченко М. А. Организация тушения лесных пожаров / под ред. В. М. Лихачёва. — Энгельс: ООО «Типография „Максим“», 2011. — 167 с.

## Награды
- Почётная грамота Министерства сельского хозяйства Саратовской области (2008)
- Благодарность Губернатора Саратовской области (2013)
- Благодарность Министерства сельского хозяйства Российской Федерации (2018)